# Saison 2014 de l'équipe cycliste Giant-Shimano
La saison 2014 de l'équipe cycliste Giant-Shimano est la dixième de cette équipe.

## Préparation de la saison 2014

### Sponsors et financement de l'équipe
Le fabricant de cycles Giant est le sponsor principal de l'équipe pour cette saison. En octobre 2013, la direction d'Argos-Shimano avait annoncé la venue d'un sponsor-titre remplaçant la compagnie pétrolière Argos Oil (nl), qui ne s'est finalement par réalisée. Afin de sauver l'équipe, Giant, déjà fournisseur de cycles, accroît son implication et annonce en janvier qu'elle devient sponsor principal,. Le deuxième sponsor éponyme de l'équipe est Shimano, fabricant de composants de vélo, engagé jusqu'en 2014. Le budget de l'équipe pour l'année 2014 est de 8 millions d'euros.

### Arrivées et départs
| Arrivées        | Équipe 2013                    |
| --------------- | ------------------------------ |
| Lawson Craddock | Bontrager                      |
| Dries Devenyns  | Omega Pharma-Quick Step        |
| Chad Haga       | Optum-Kelly Benefit Strategies |
| Daan Olivier    | Rabobank Development           |
| Loh Sea Keong   | OCBC Singapore Continental     |

| Départs           | Équipe 2014      |
| ----------------- | ---------------- |
| William Clarke    | Drapac           |
| Patrick Gretsch   | AG2R La Mondiale |
| Yann Huguet       | retraite         |
| François Parisien | retraite         |
| Yan Dong Xing     |                  |

## Coureurs et encadrement technique

### Effectif

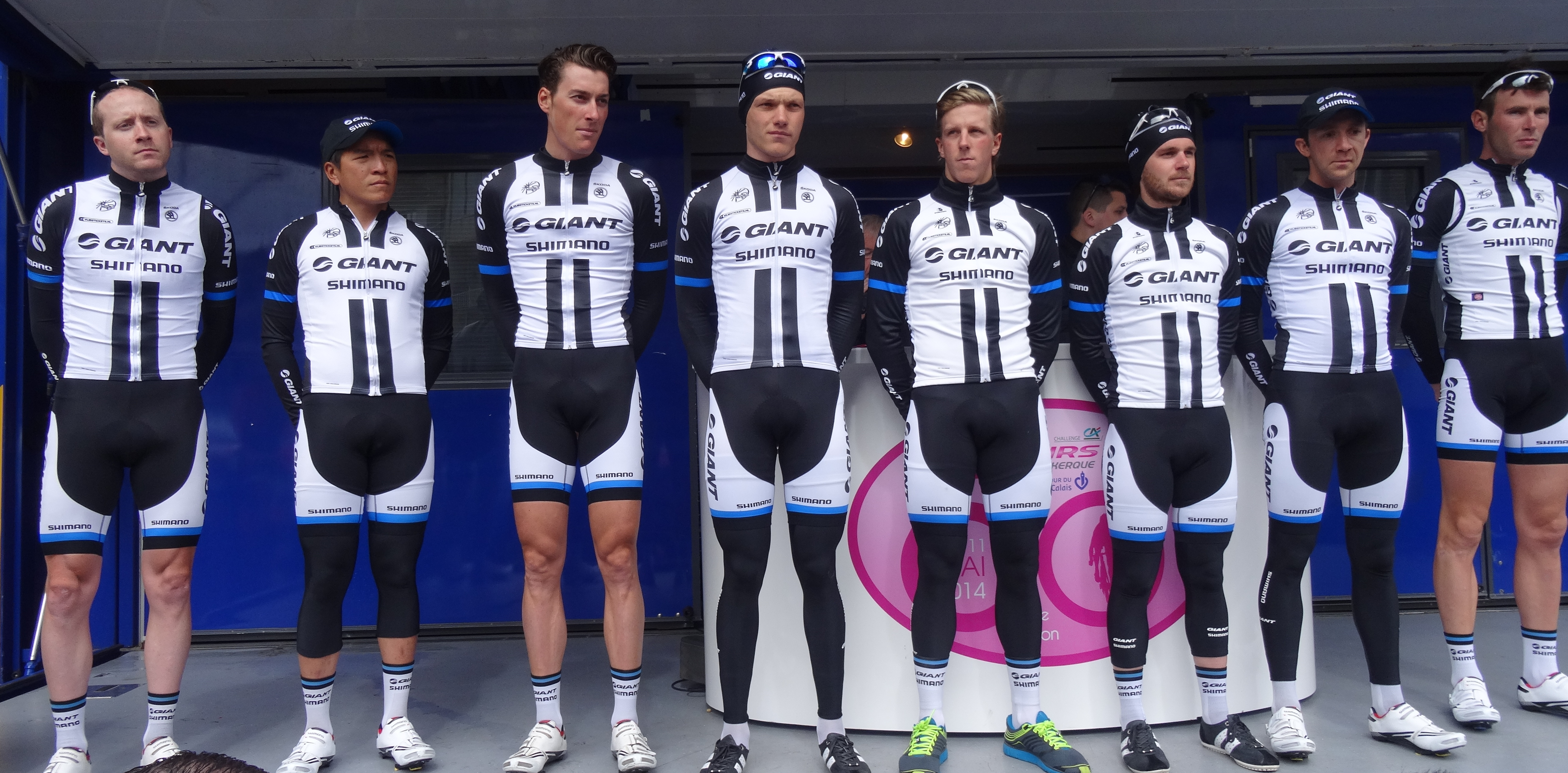
Thomas Peterson, Loh Sea Keong, Ramon Sinkeldam, Nikias Arndt, Jonas Ahlstrand, Johannes Fröhlinger, Thierry Hupond et Brian Bulgaç lors des Quatre Jours de Dunkerque 2014.

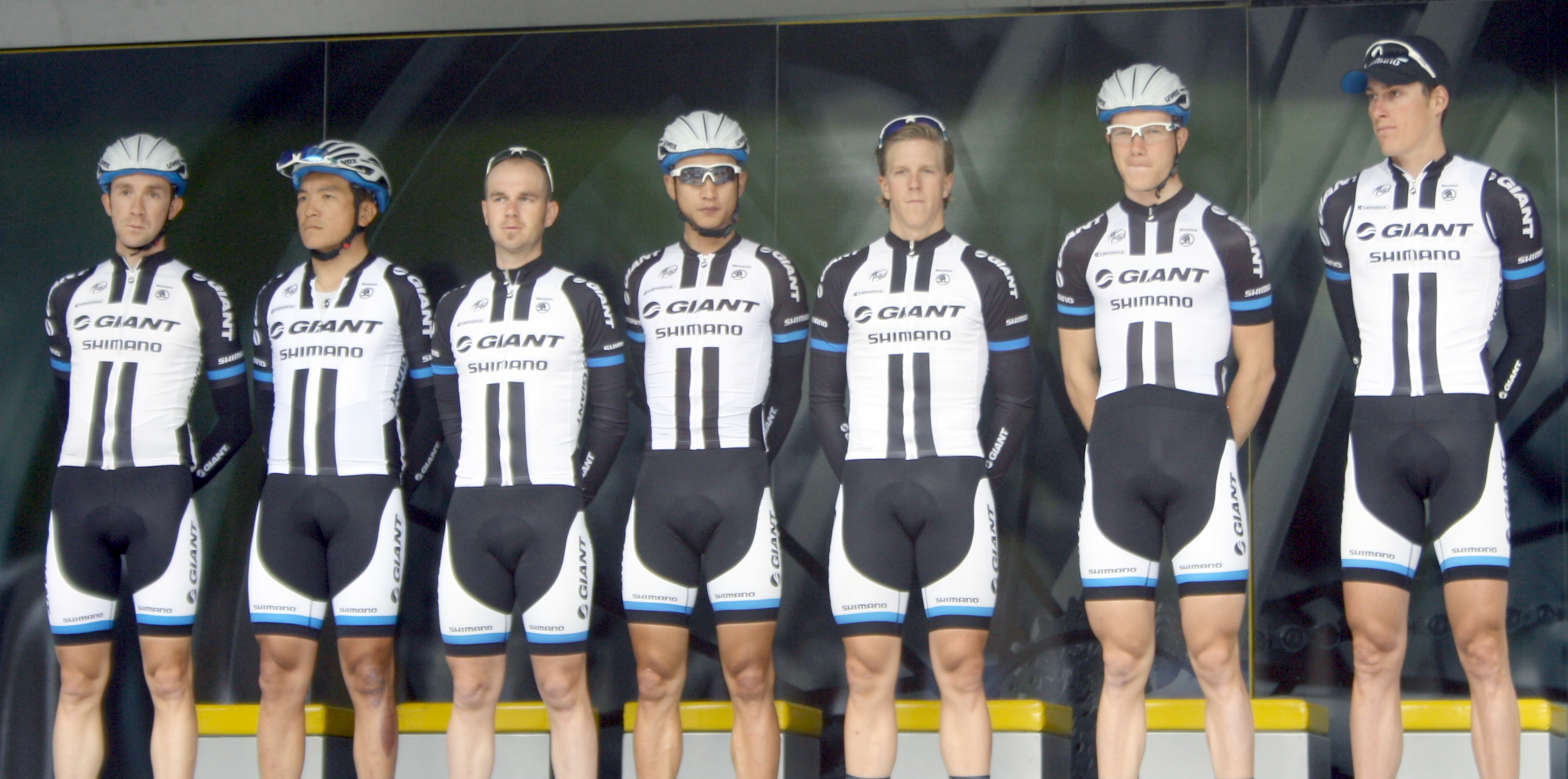
L'équipe lors de la World Ports Classic 2014.

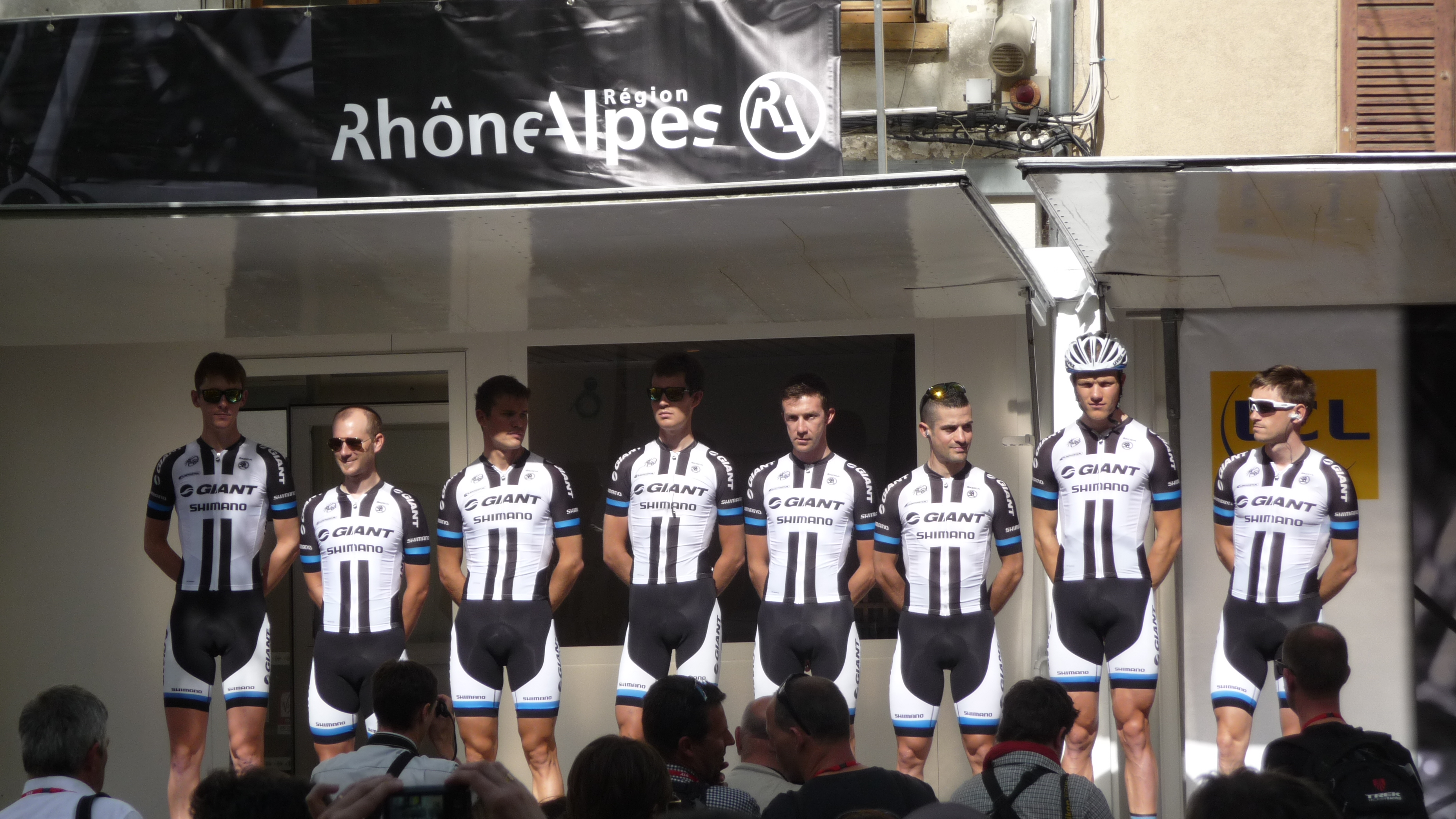
L'équipe lors du Critérium du Dauphiné 2014.

| Cycliste                    | Date de naissance | Nationalité    | Équipe 2013                    |
| --------------------------- | ----------------- | -------------- | ------------------------------ |
| Jonas Ahlstrand             | 16 février 1990   | Suède          | Argos-Shimano                  |
| Nikias Arndt                | 18 novembre 1991  | Allemagne      | Argos-Shimano                  |
| Warren Barguil              | 28 octobre 1991   | France         | Argos-Shimano                  |
| Brian Bulgaç                | 4 avril 1988      | Pays-Bas       | Lotto-Belisol                  |
| Ji Cheng                    | 24 octobre 1987   | Chine          | Argos-Shimano                  |
| Lawson Craddock             | 20 février 1992   | États-Unis     | Bontrager                      |
| Roy Curvers                 | 27 décembre 1979  | Pays-Bas       | Argos-Shimano                  |
| Thomas Damuseau             | 18 mars 1989      | France         | Argos-Shimano                  |
| Bert De Backer              | 2 avril 1984      | Belgique       | Argos-Shimano                  |
| Koen de Kort                | 8 septembre 1982  | Pays-Bas       | Argos-Shimano                  |
| John Degenkolb              | 7 janvier 1989    | Allemagne      | Argos-Shimano                  |
| Dries Devenyns              | 22 juillet 1983   | Belgique       | Omega Pharma-Quick Step        |
| Tom Dumoulin                | 11 novembre 1990  | Pays-Bas       | Argos-Shimano                  |
| Johannes Fröhlinger         | 9 juin 1985       | Allemagne      | Argos-Shimano                  |
| Simon Geschke               | 13 mars 1986      | Allemagne      | Argos-Shimano                  |
| Chad Haga                   | 26 août 1988      | États-Unis     | Optum-Kelly Benefit Strategies |
| Thierry Hupond              | 10 novembre 1984  | France         | Argos-Shimano                  |
| Reinardt Janse van Rensburg | 3 février 1989    | Afrique du Sud | Argos-Shimano                  |
| Marcel Kittel               | 11 mai 1988       | Allemagne      | Argos-Shimano                  |
| Tobias Ludvigsson           | 22 février 1991   | Suède          | Argos-Shimano                  |
| Luka Mezgec                 | 27 juin 1988      | Slovénie       | Argos-Shimano                  |
| Daan Olivier                | 24 novembre 1992  | Pays-Bas       | Rabobank Development           |
| Thomas Peterson             | 24 décembre 1986  | États-Unis     | Argos-Shimano                  |
| Georg Preidler              | 17 juin 1990      | Autriche       | Argos-Shimano                  |
| Loh Sea Keong               | 2 novembre 1986   | Malaisie       | OCBC Singapore Continental     |
| Ramon Sinkeldam             | 9 février 1989    | Pays-Bas       | Argos-Shimano                  |
| Matthieu Sprick             | 29 septembre 1981 | France         | Argos-Shimano                  |
| Tom Stamsnijder             | 15 mai 1985       | Pays-Bas       | Argos-Shimano                  |
| Albert Timmer               | 13 juin 1985      | Pays-Bas       | Argos-Shimano                  |
| Tom Veelers                 | 14 septembre 1984 | Pays-Bas       | Argos-Shimano                  |
| Stagiaire                   | Date de naissance | Nationalité    | Équipe 2014                    |
| Steven Lammertink           | 4 décembre 1993   | Pays-Bas       | Jo Piels                       |
| Fredrik Ludvigsson          | 28 avril 1994     | Suède          | Giant-Shimano Development      |

Portraits
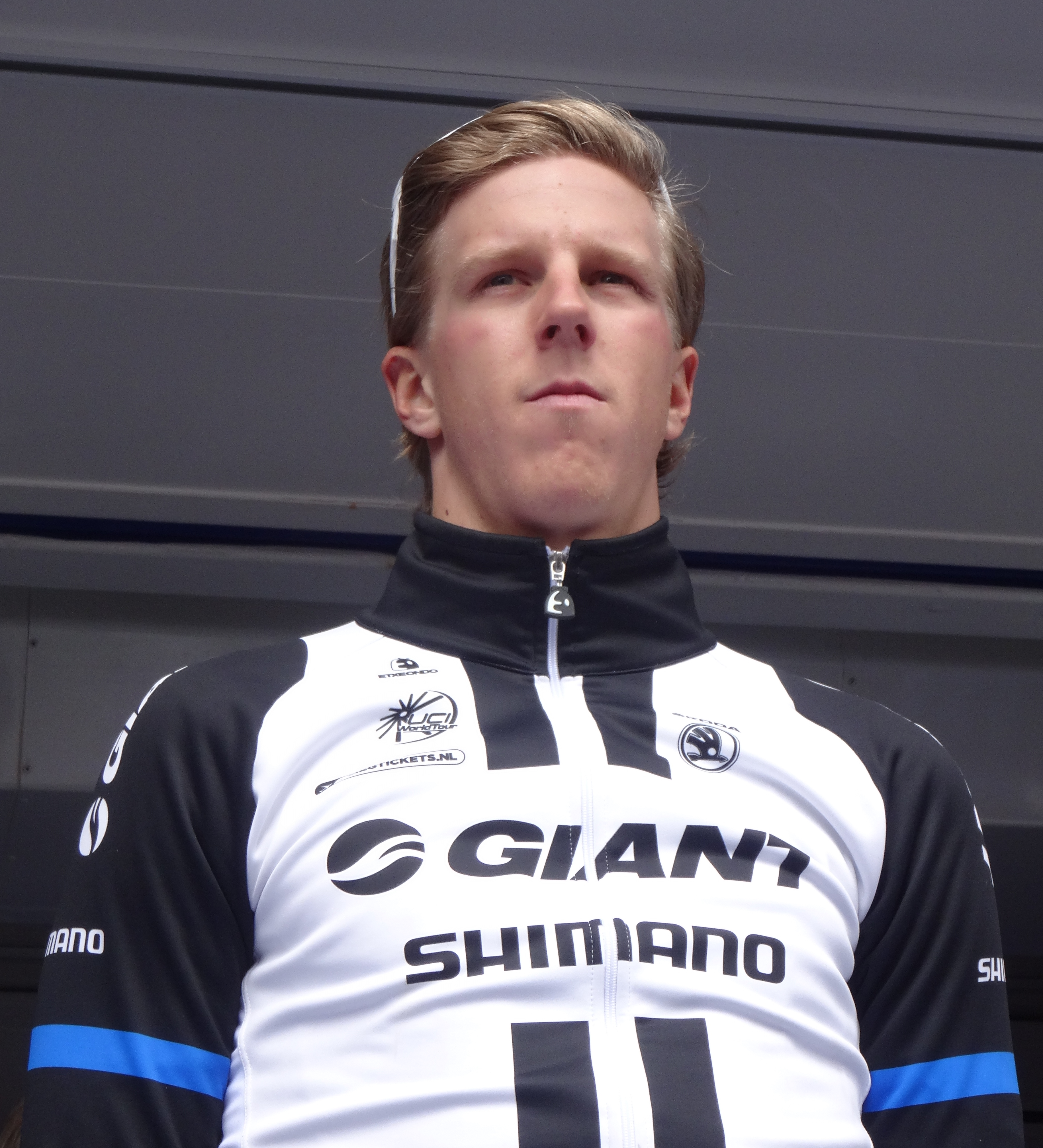
Jonas Ahlstrand.
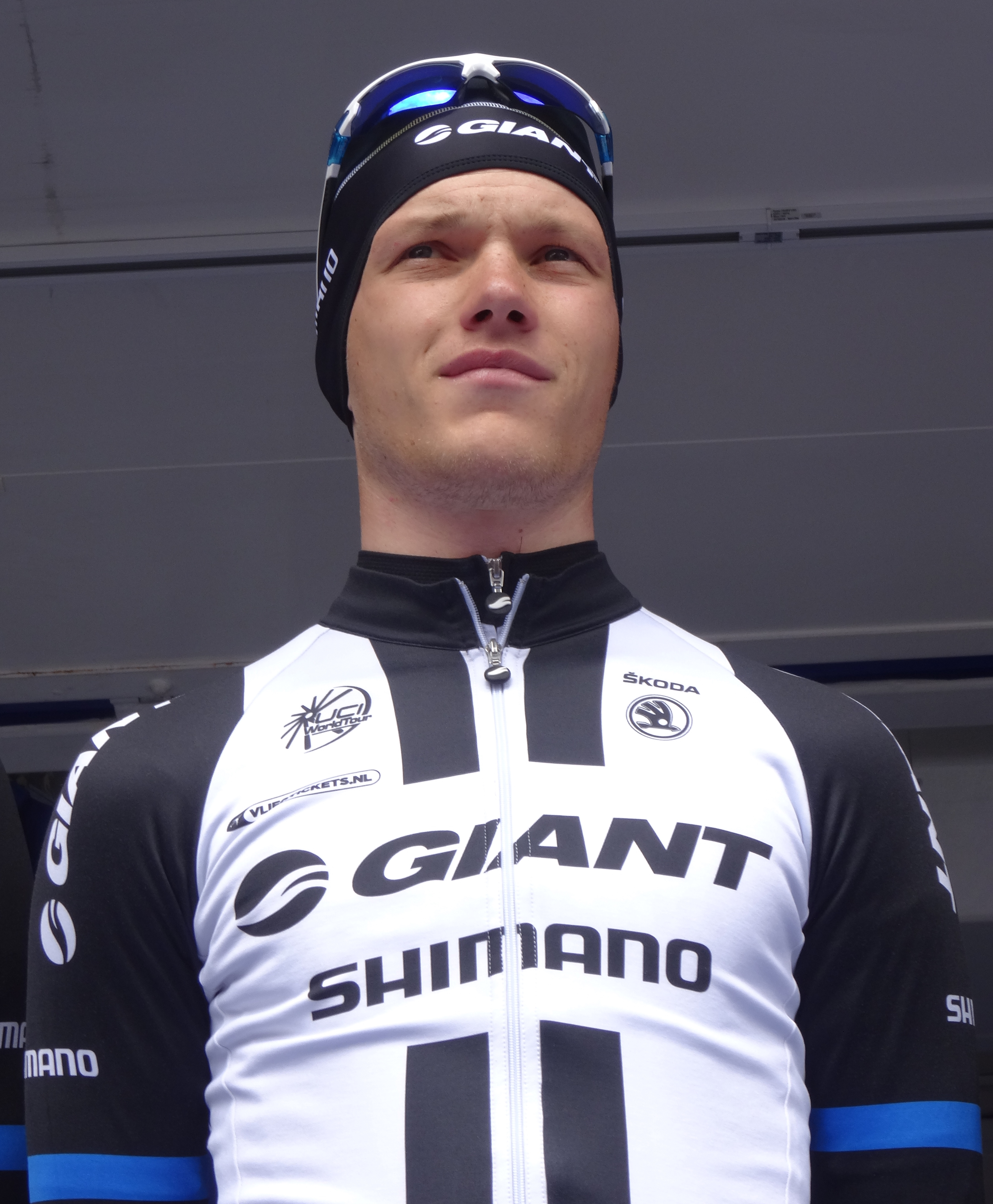
Nikias Arndt.
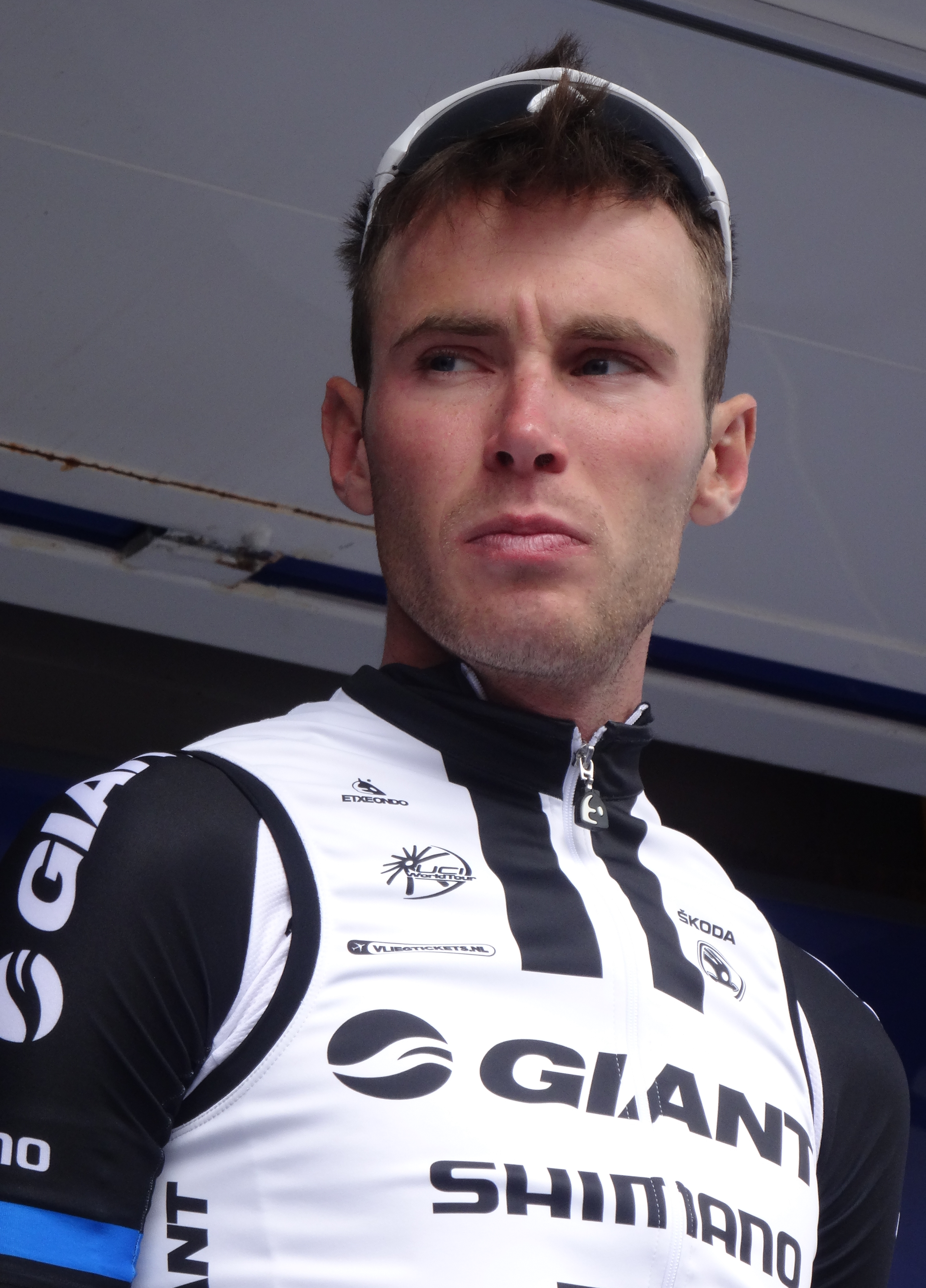
Brian Bulgaç.
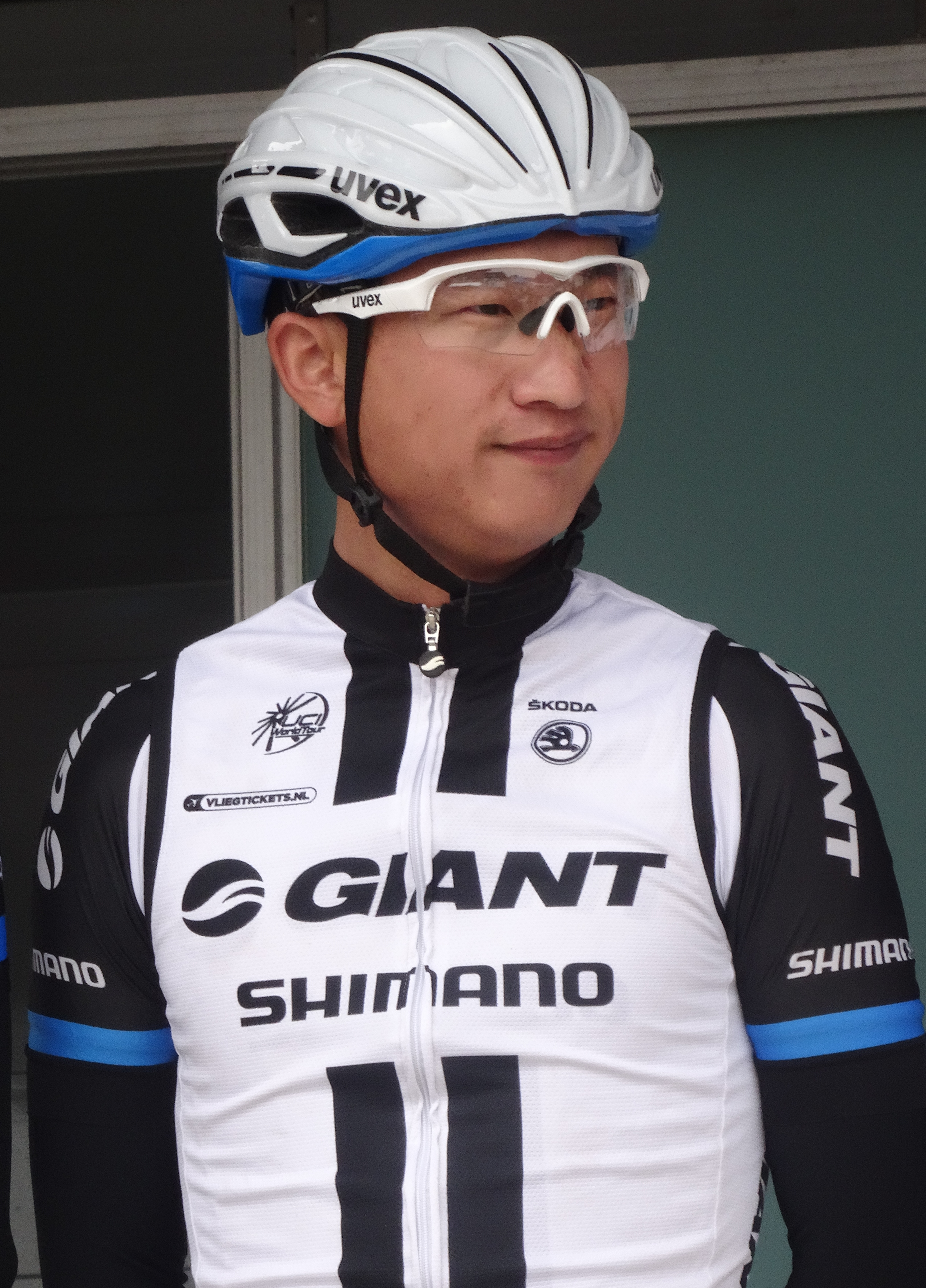
Ji Cheng.
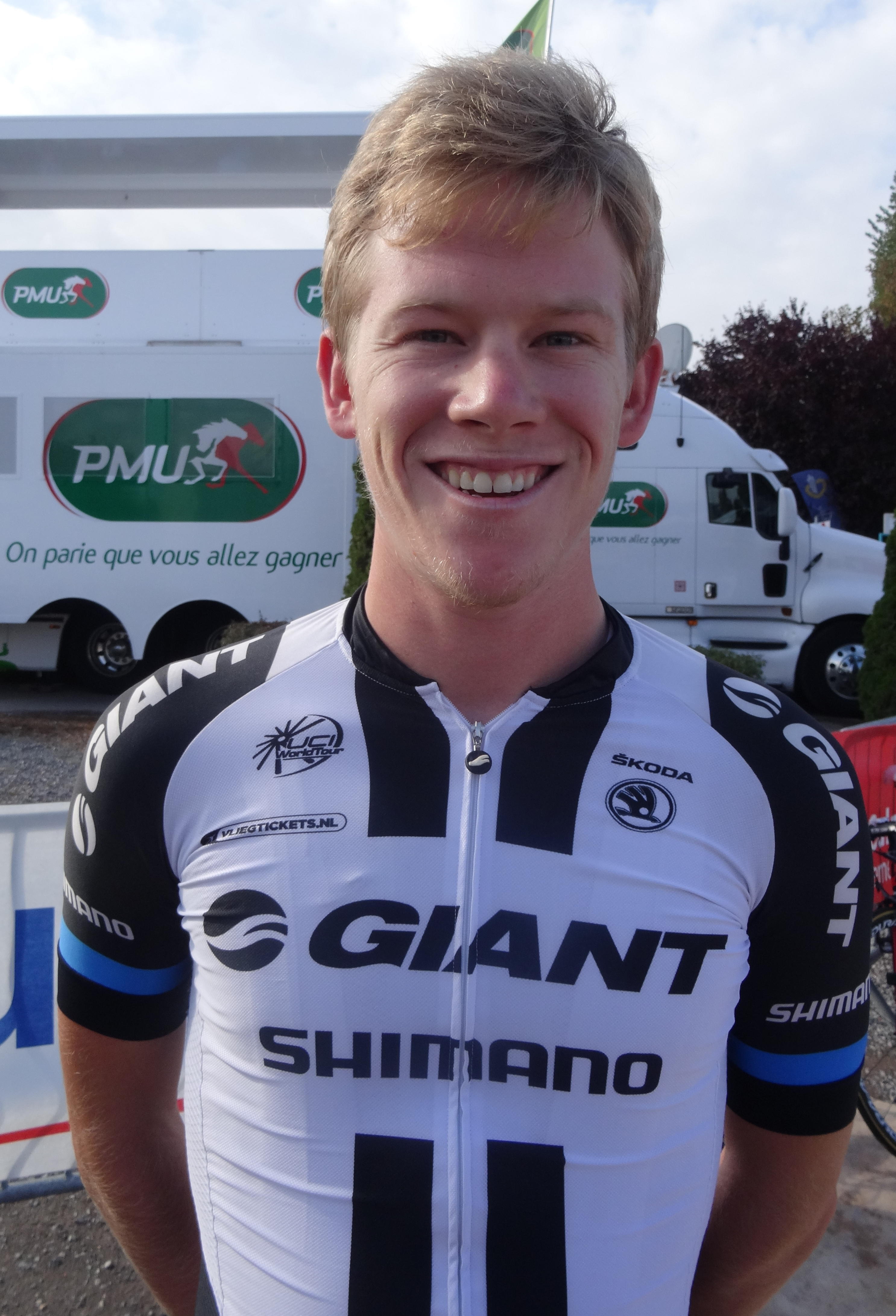
Lawson Craddock.
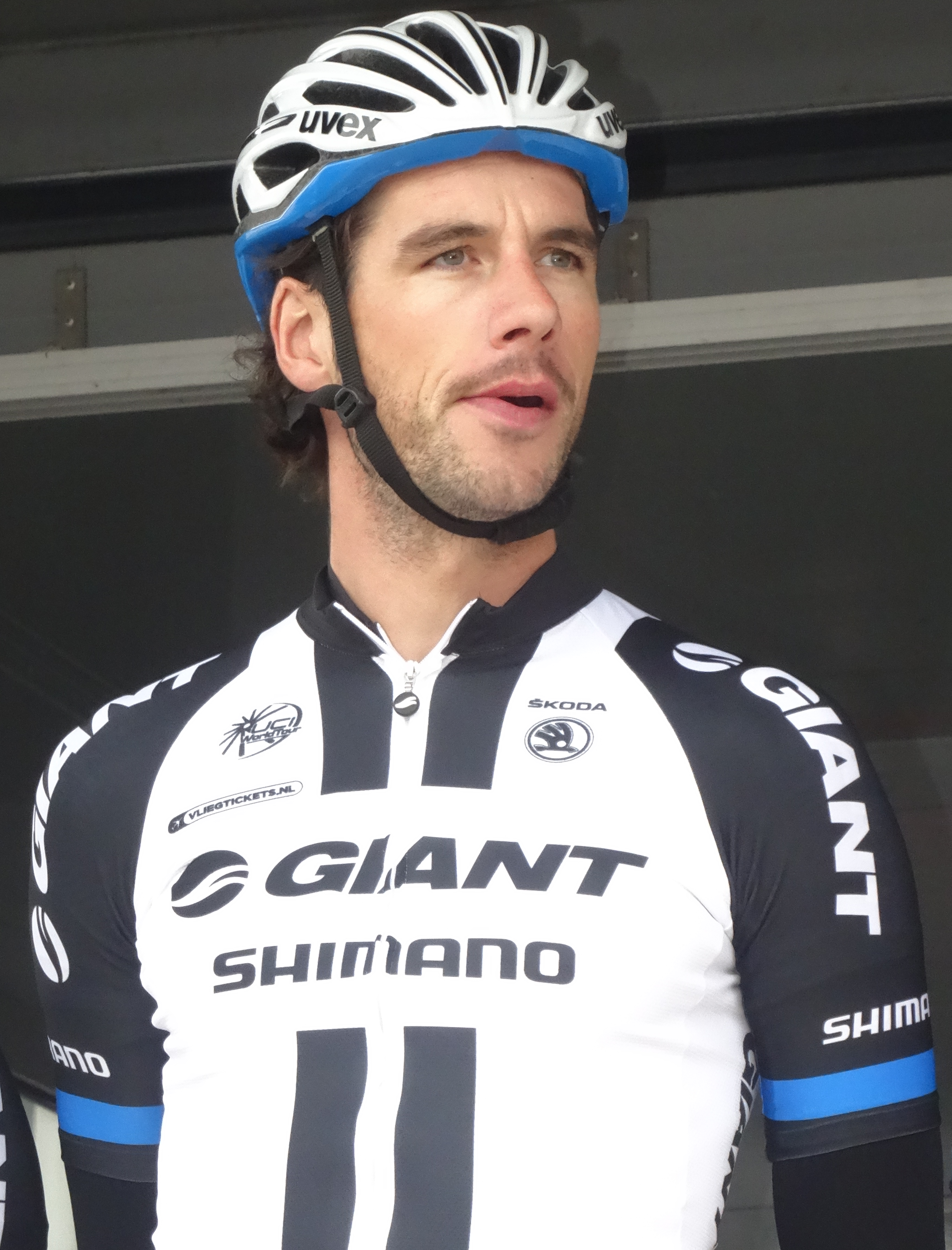
Roy Curvers.
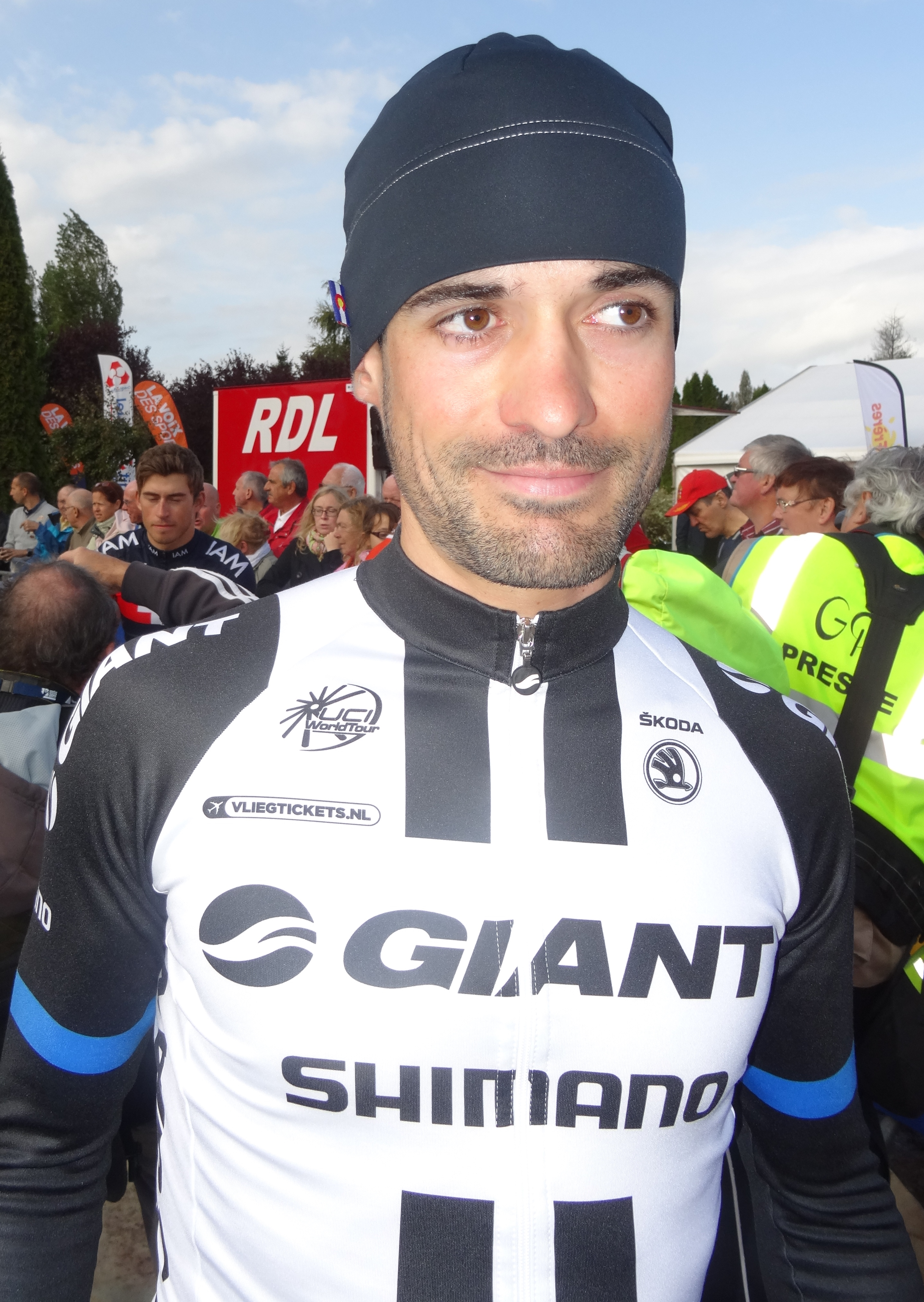
Thomas Damuseau.
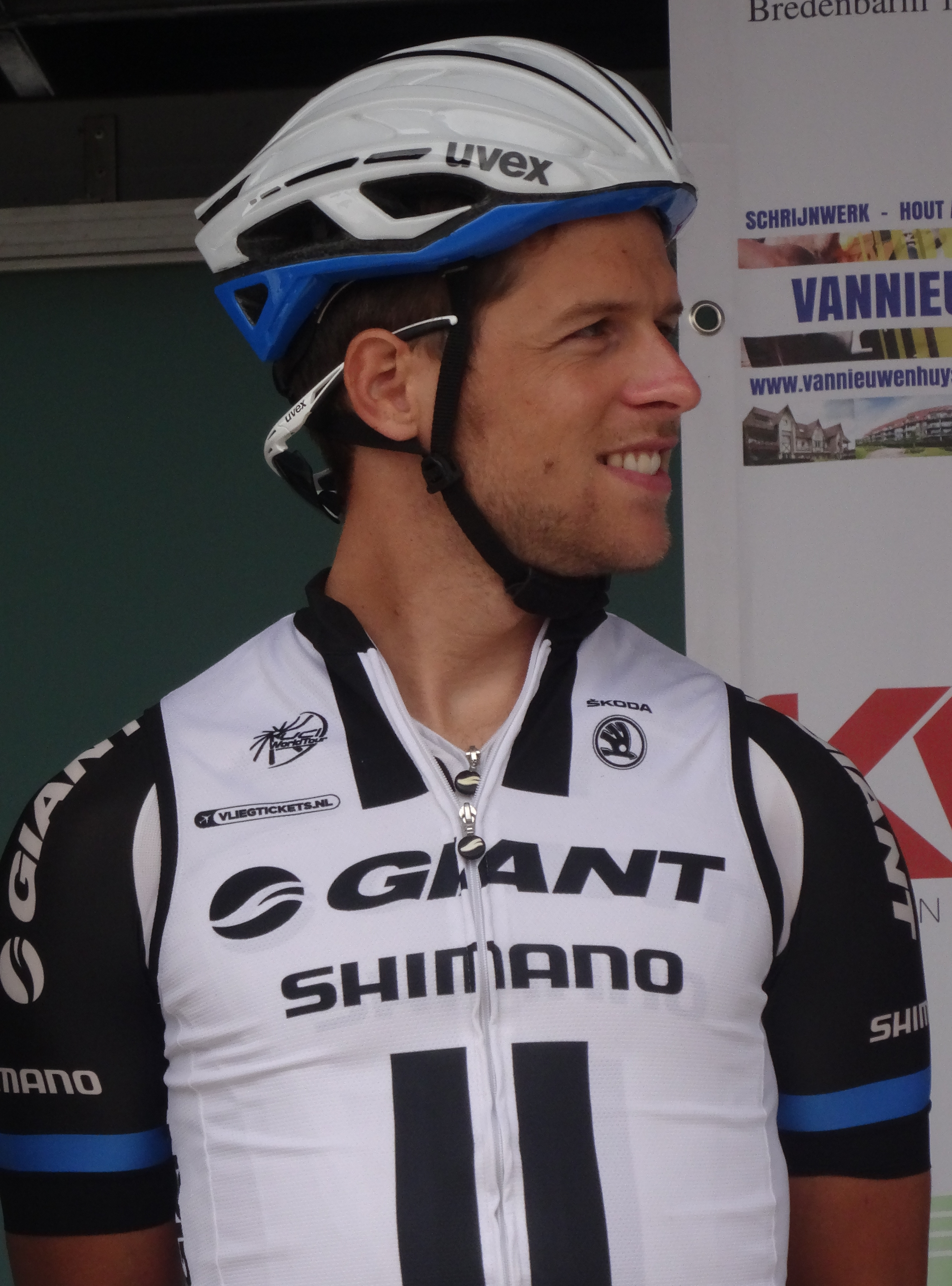
Bert De Backer.
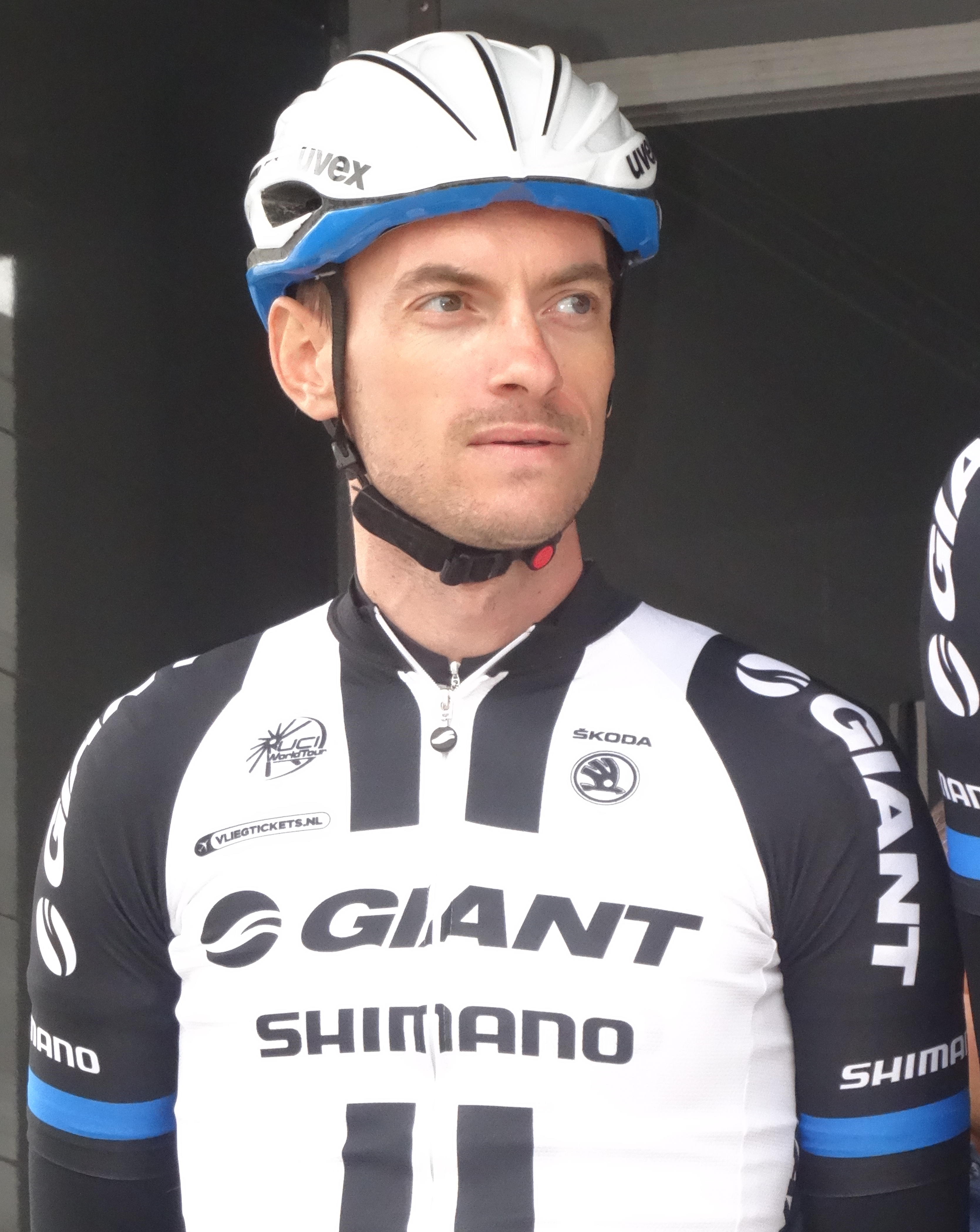
Dries Devenyns.
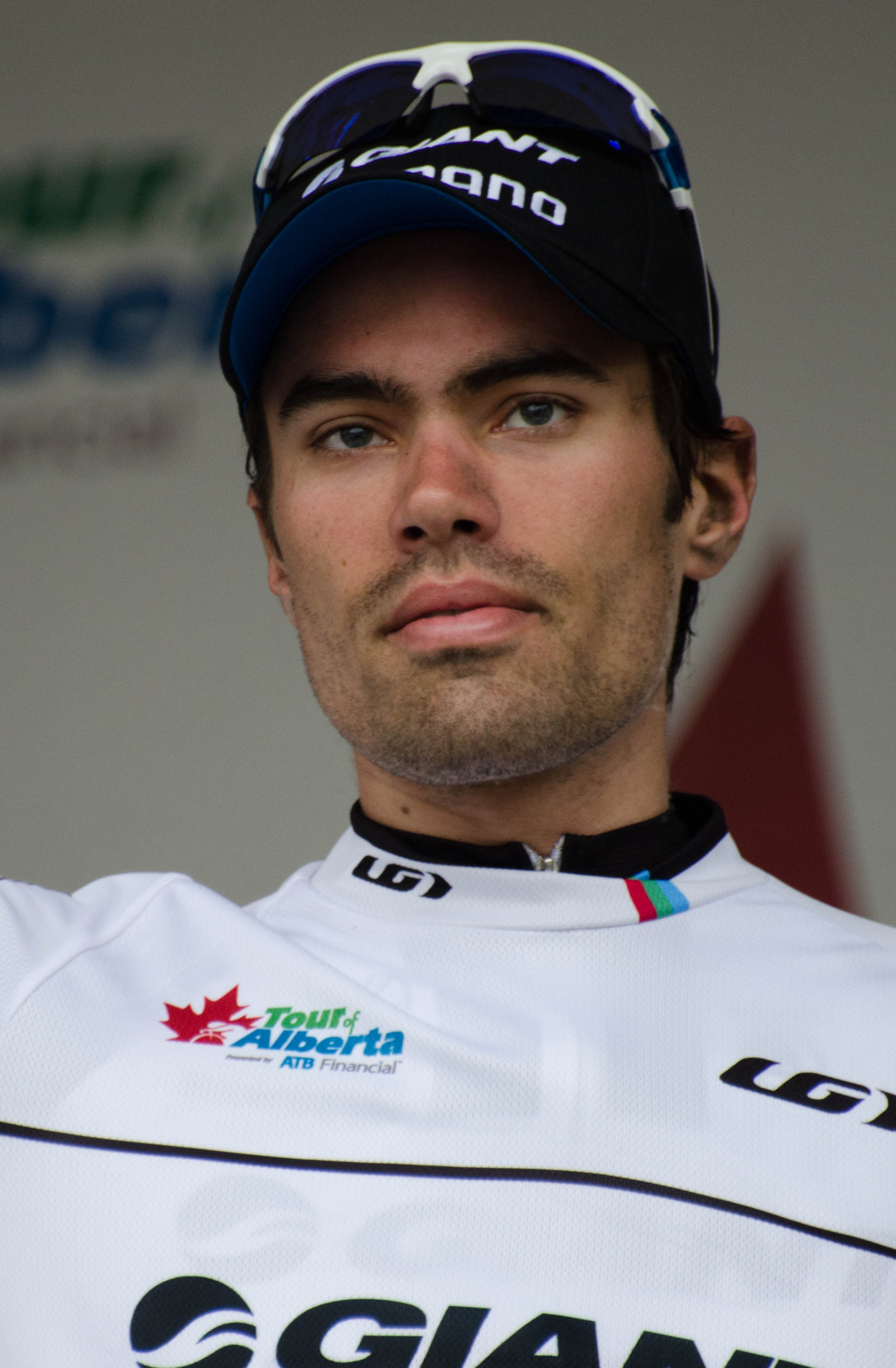
Tom Dumoulin.
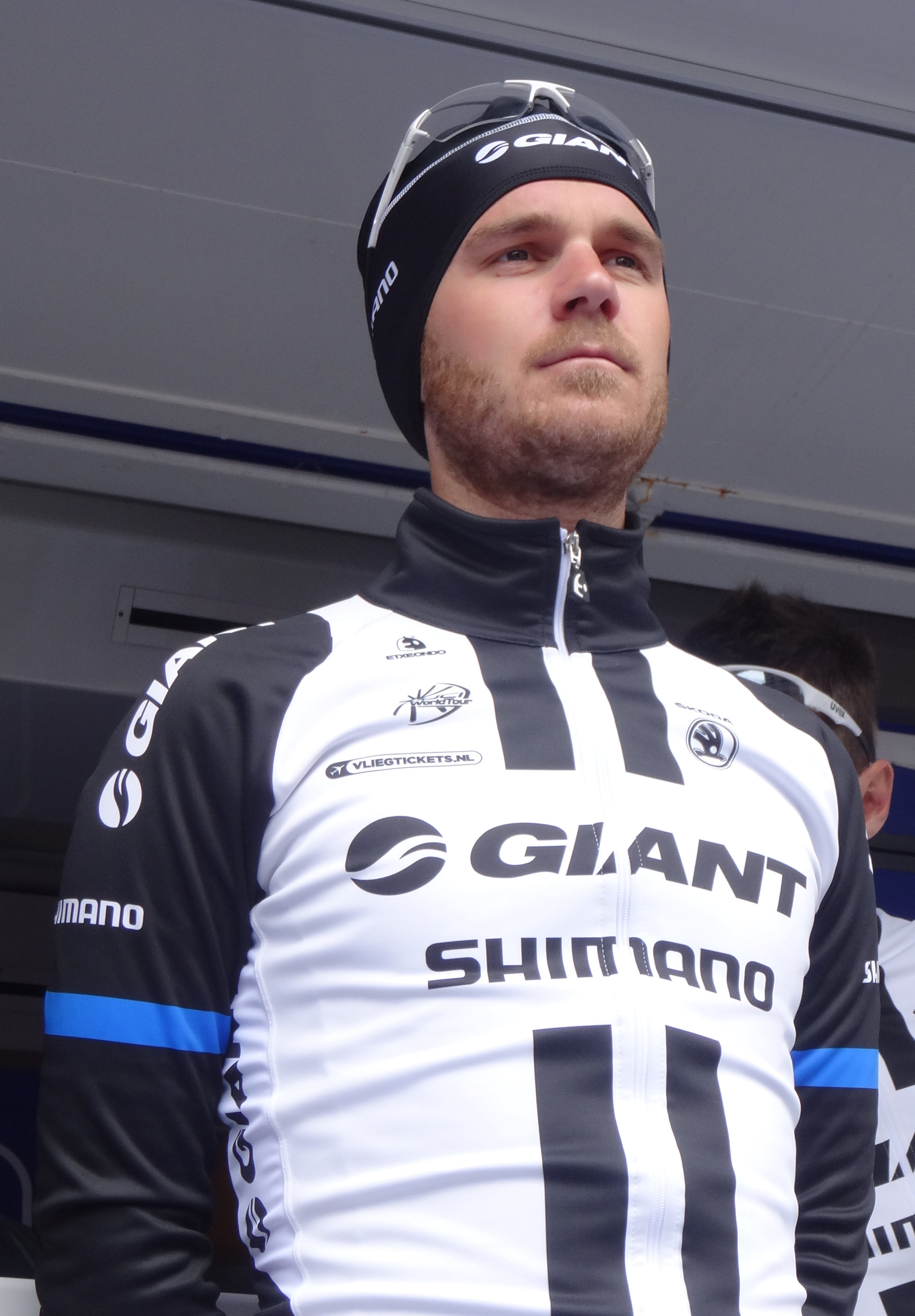
Johannes Fröhlinger.
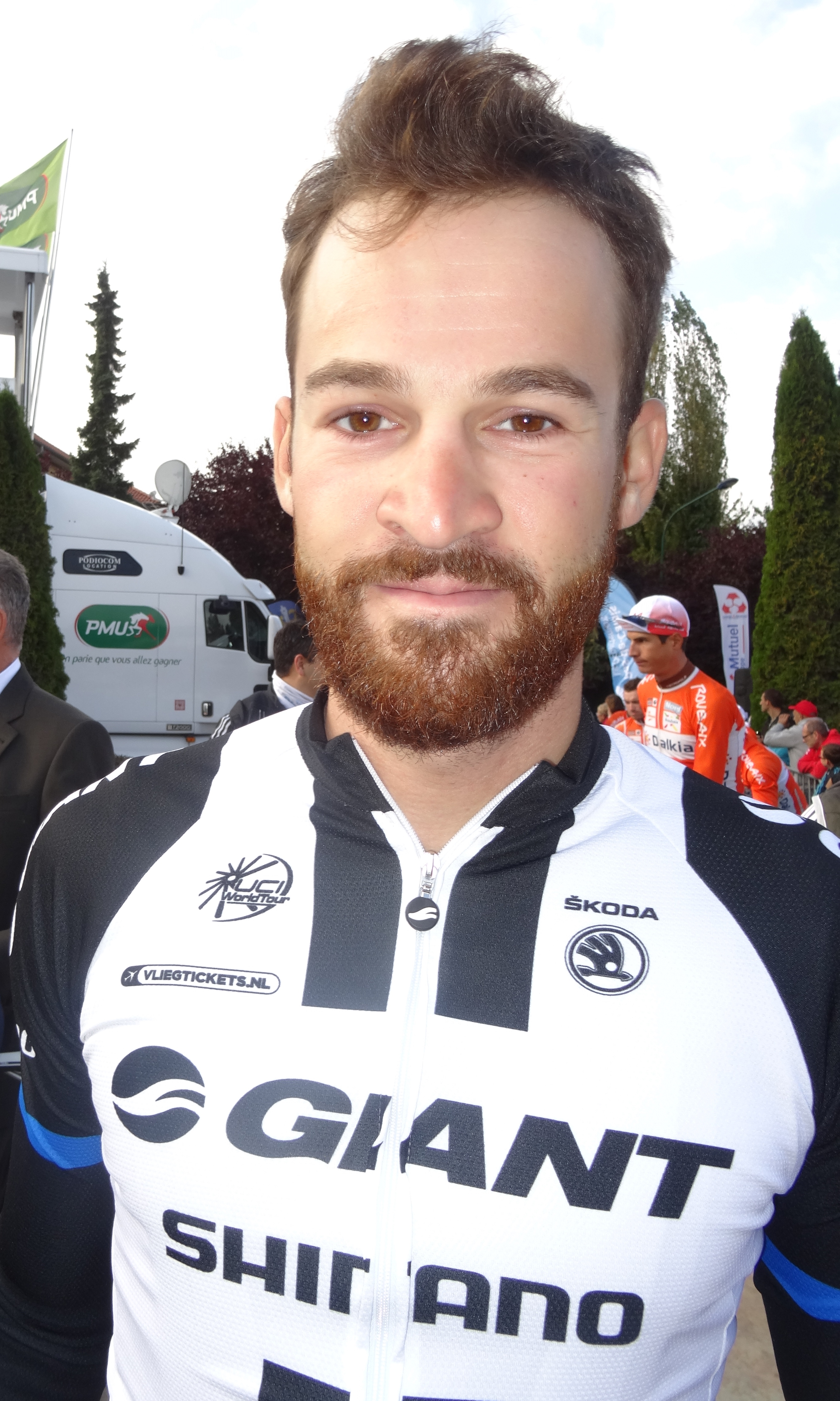
Simon Geschke.
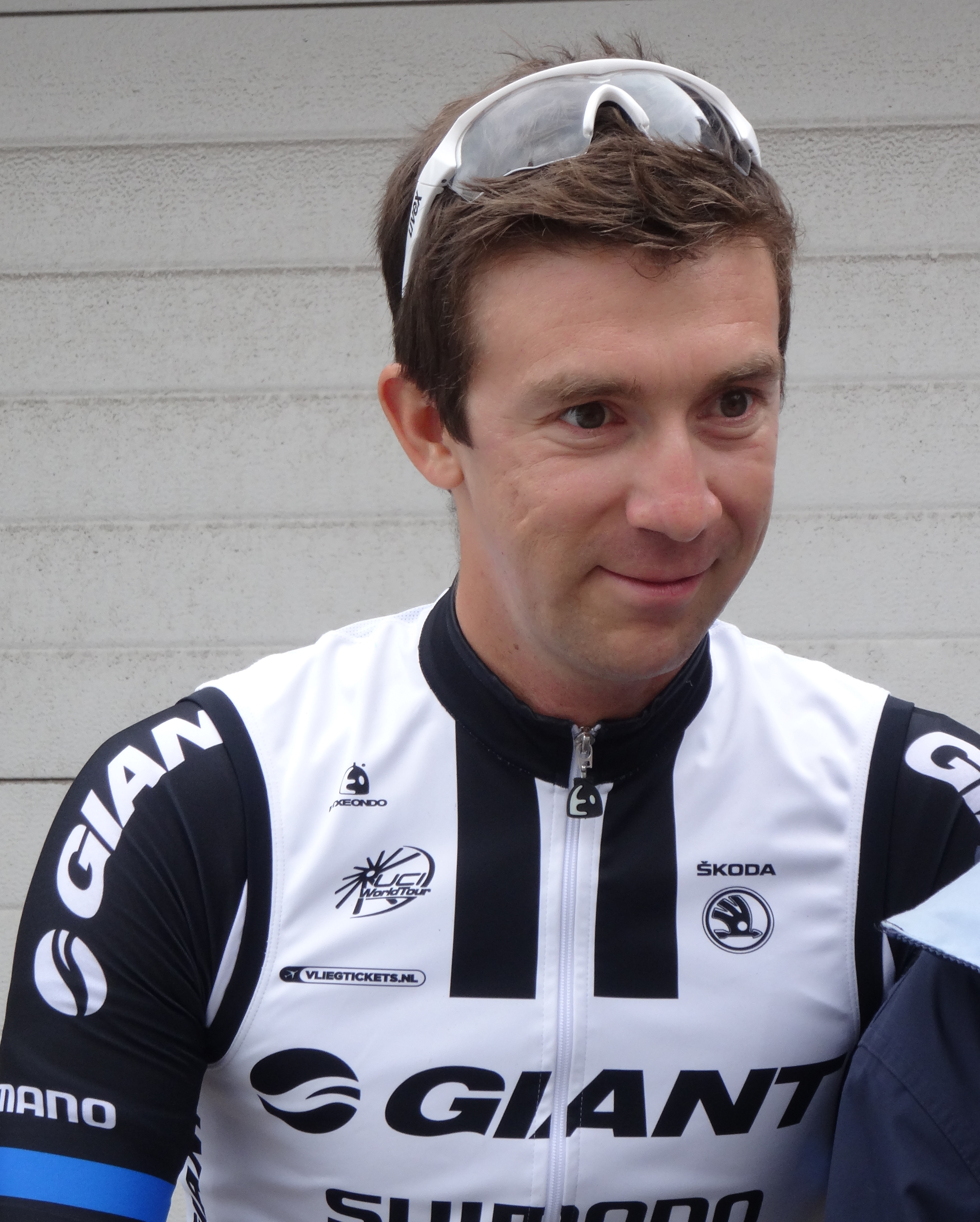
Thierry Hupond.
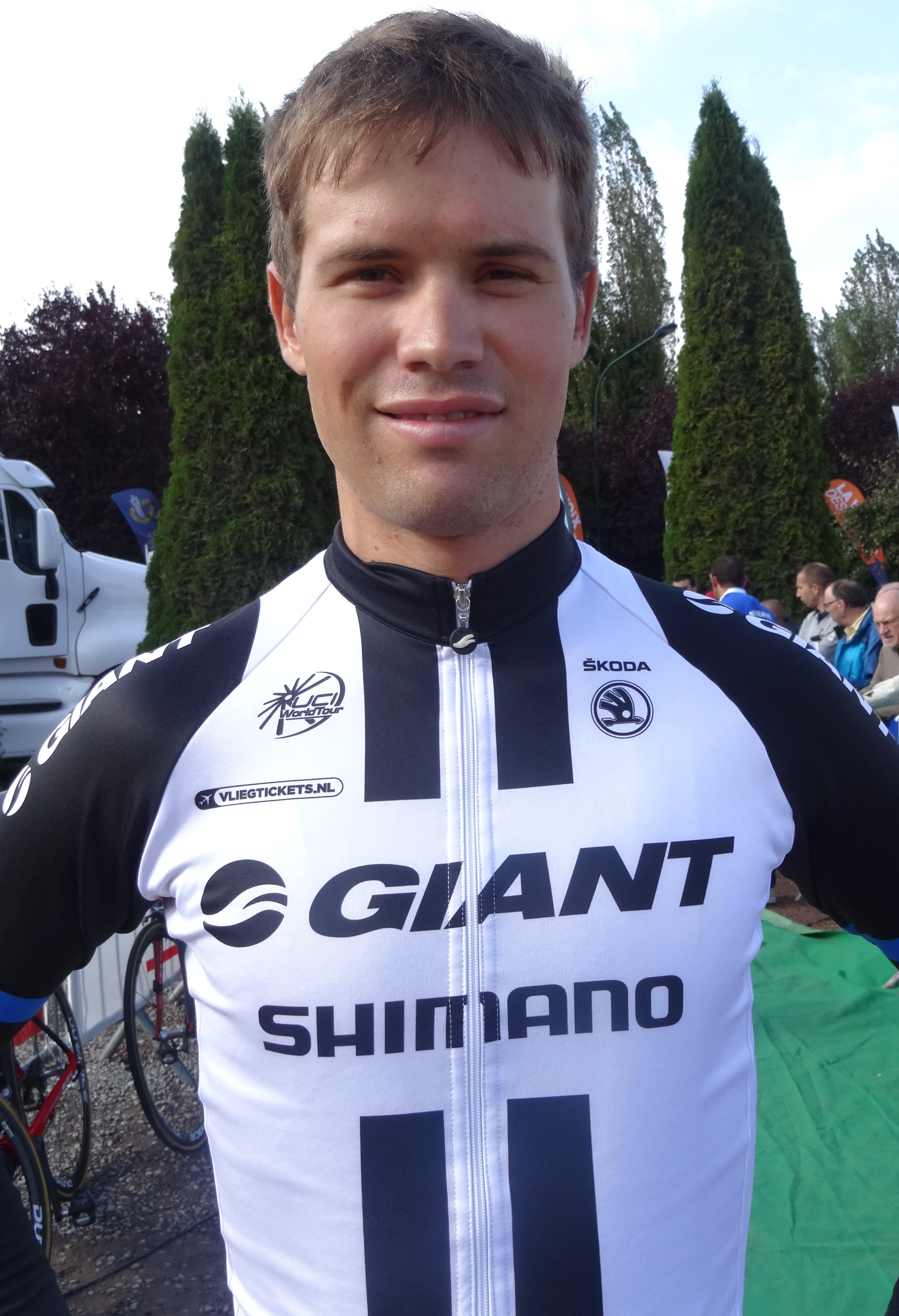
Reinardt Janse van Rensburg.
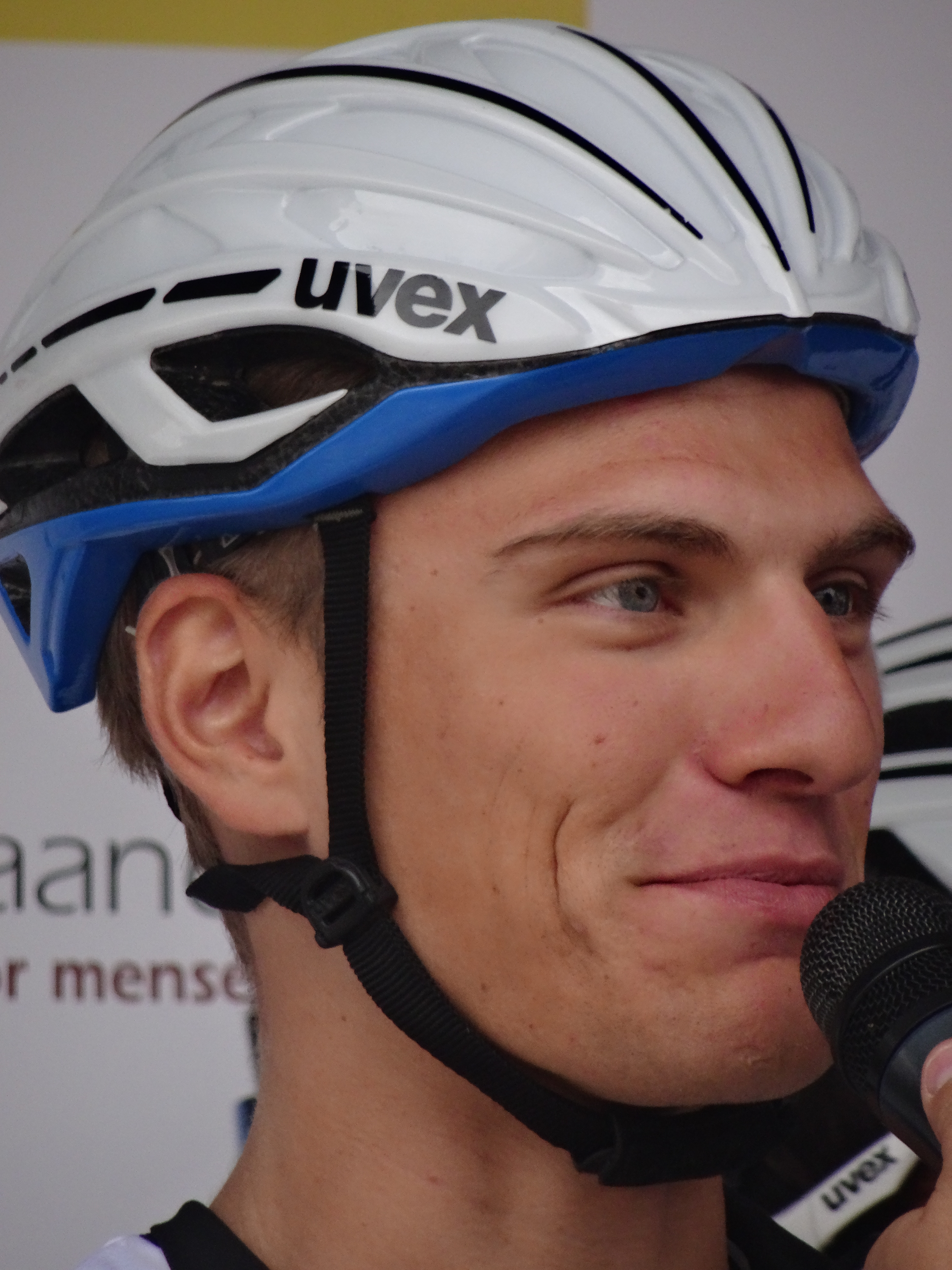
Marcel Kittel.
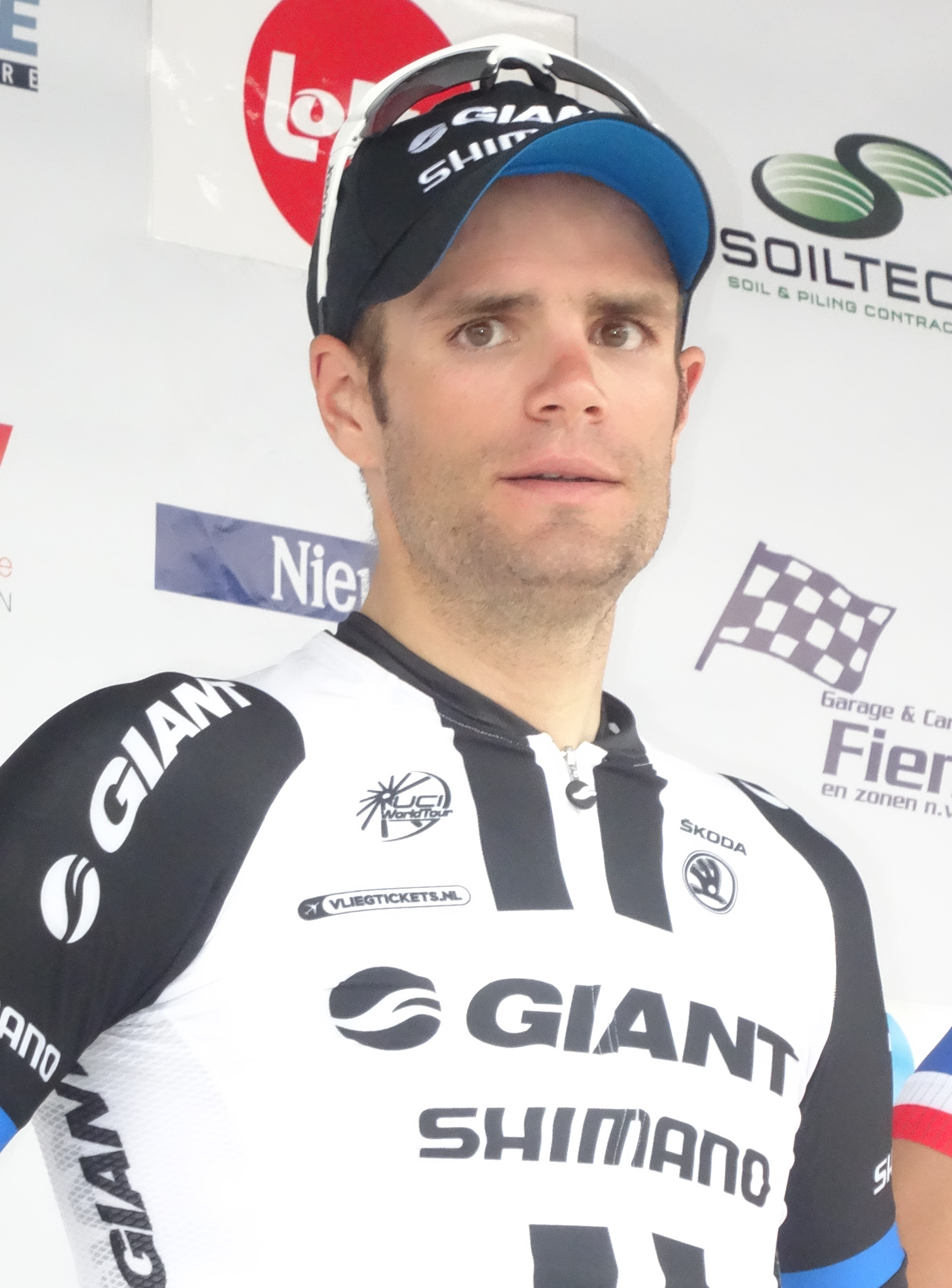
Luka Mezgec.
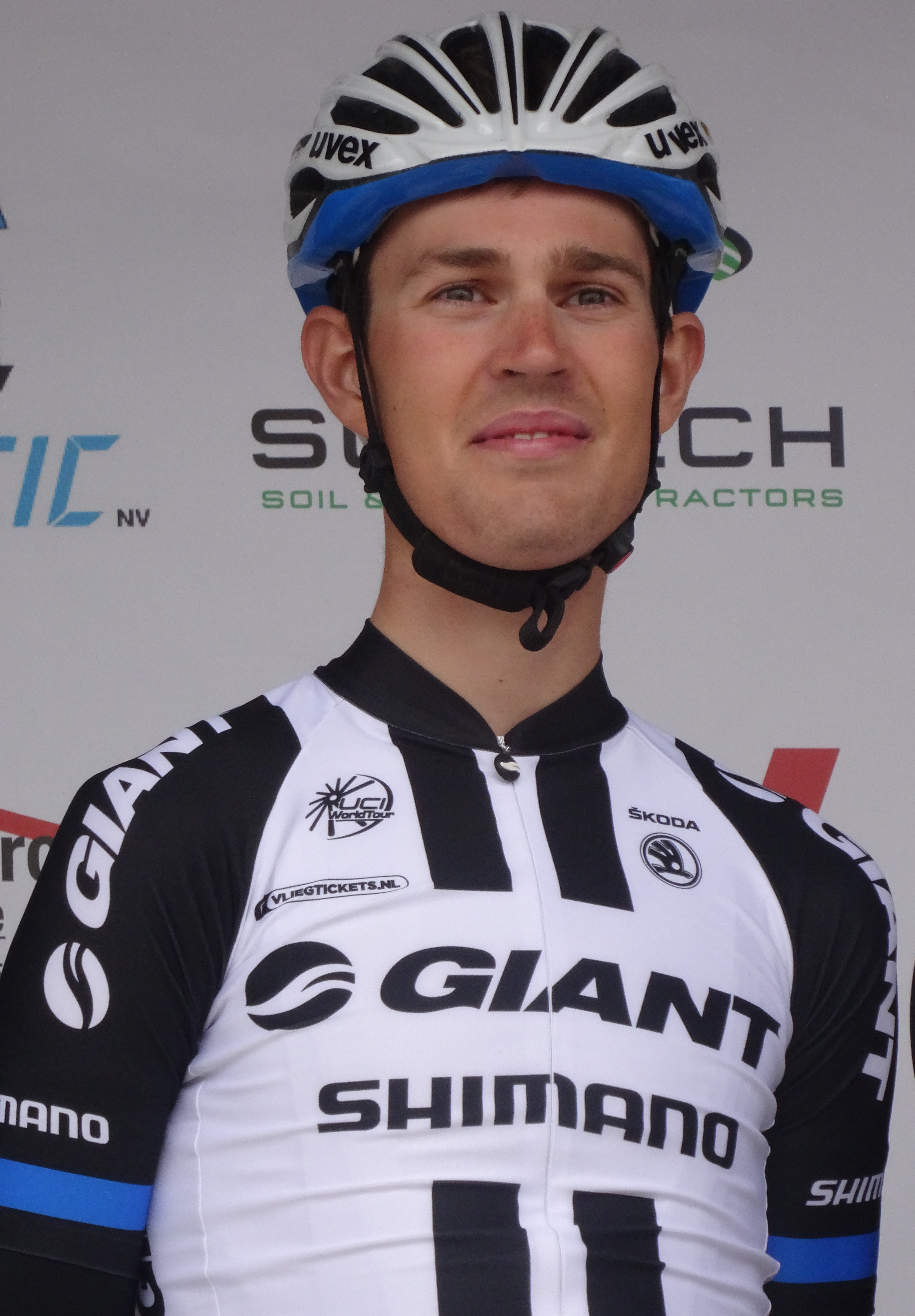
Daan Olivier.
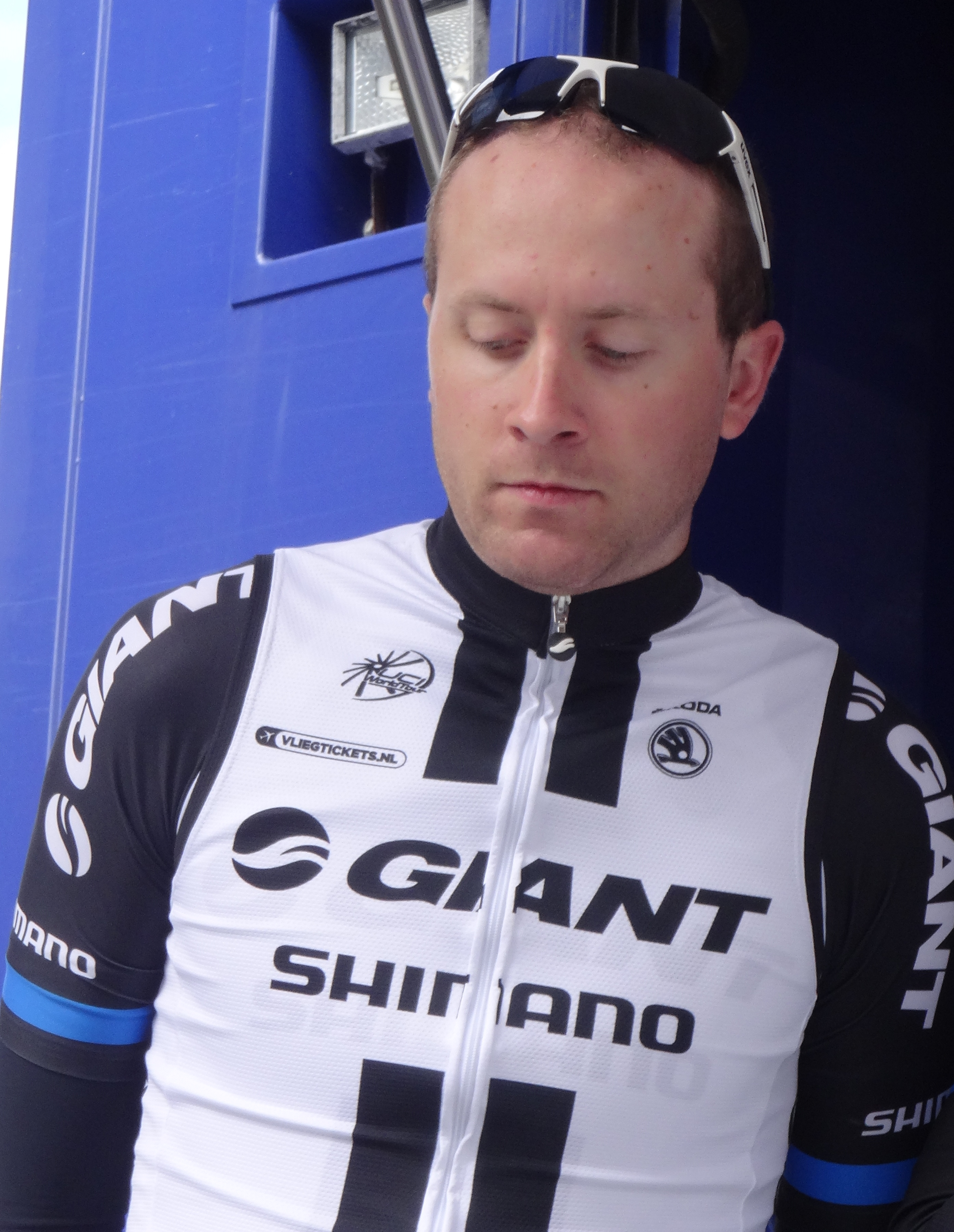
Thomas Peterson.
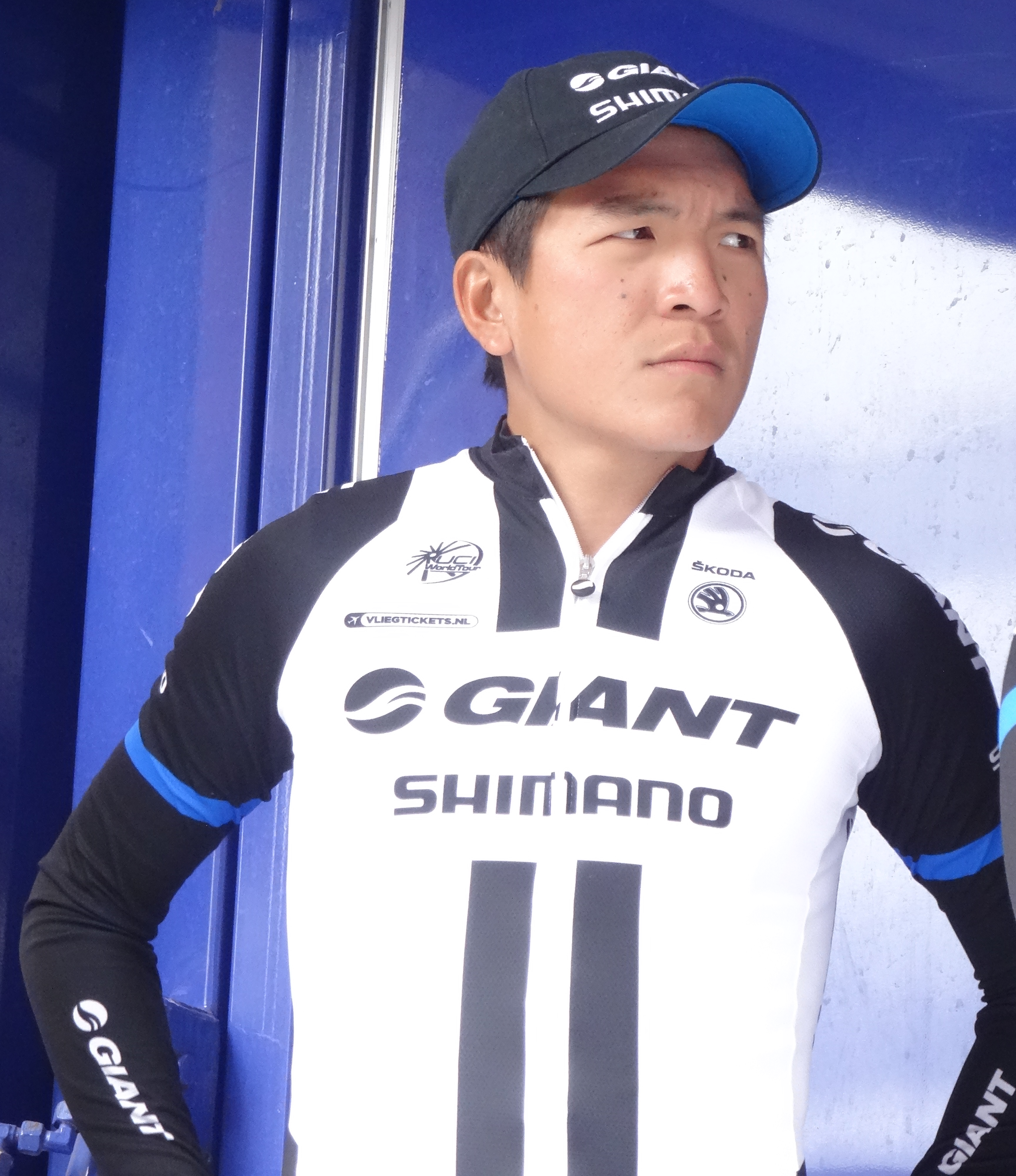
Loh Sea Keong.
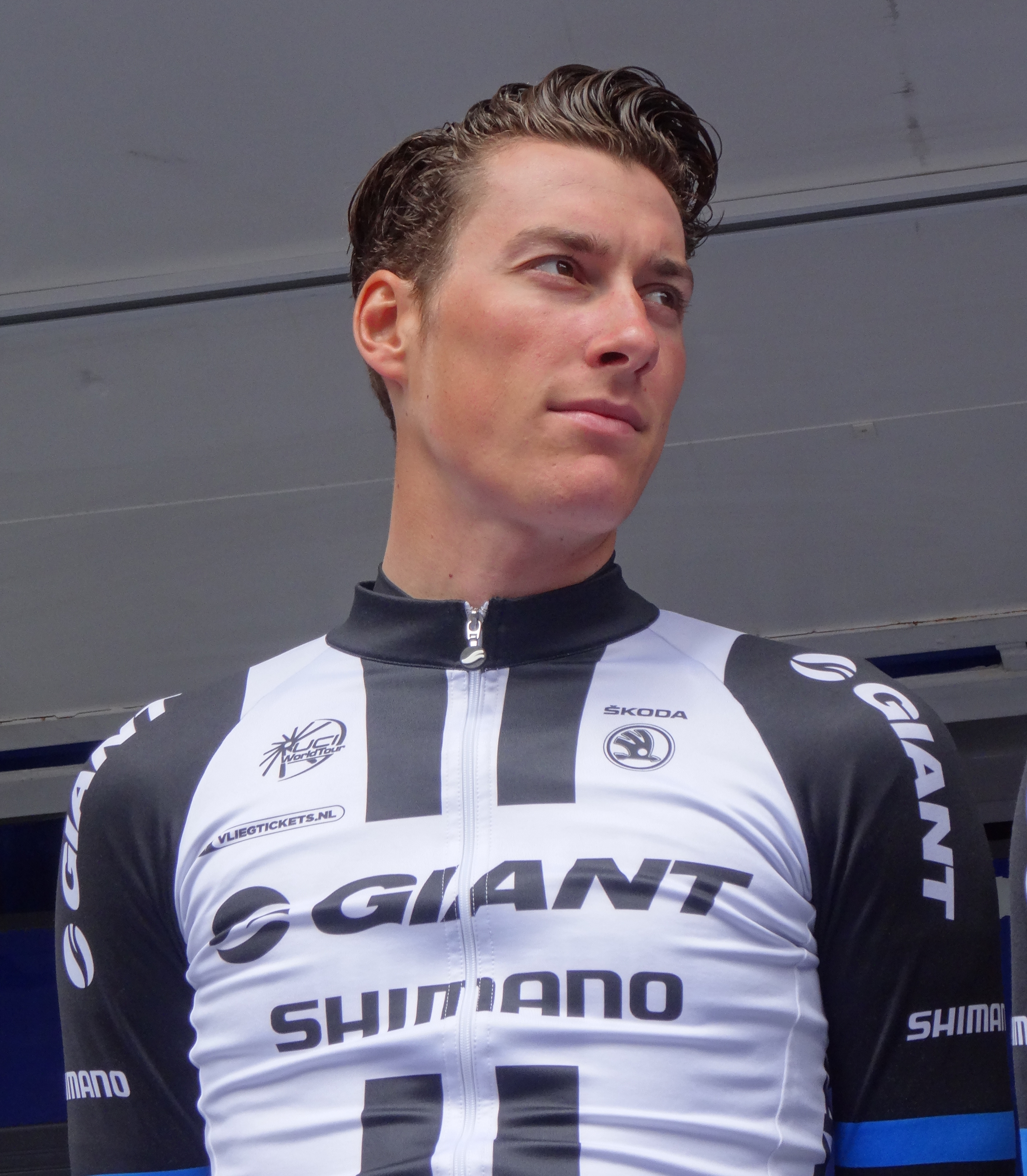
Ramon Sinkeldam.
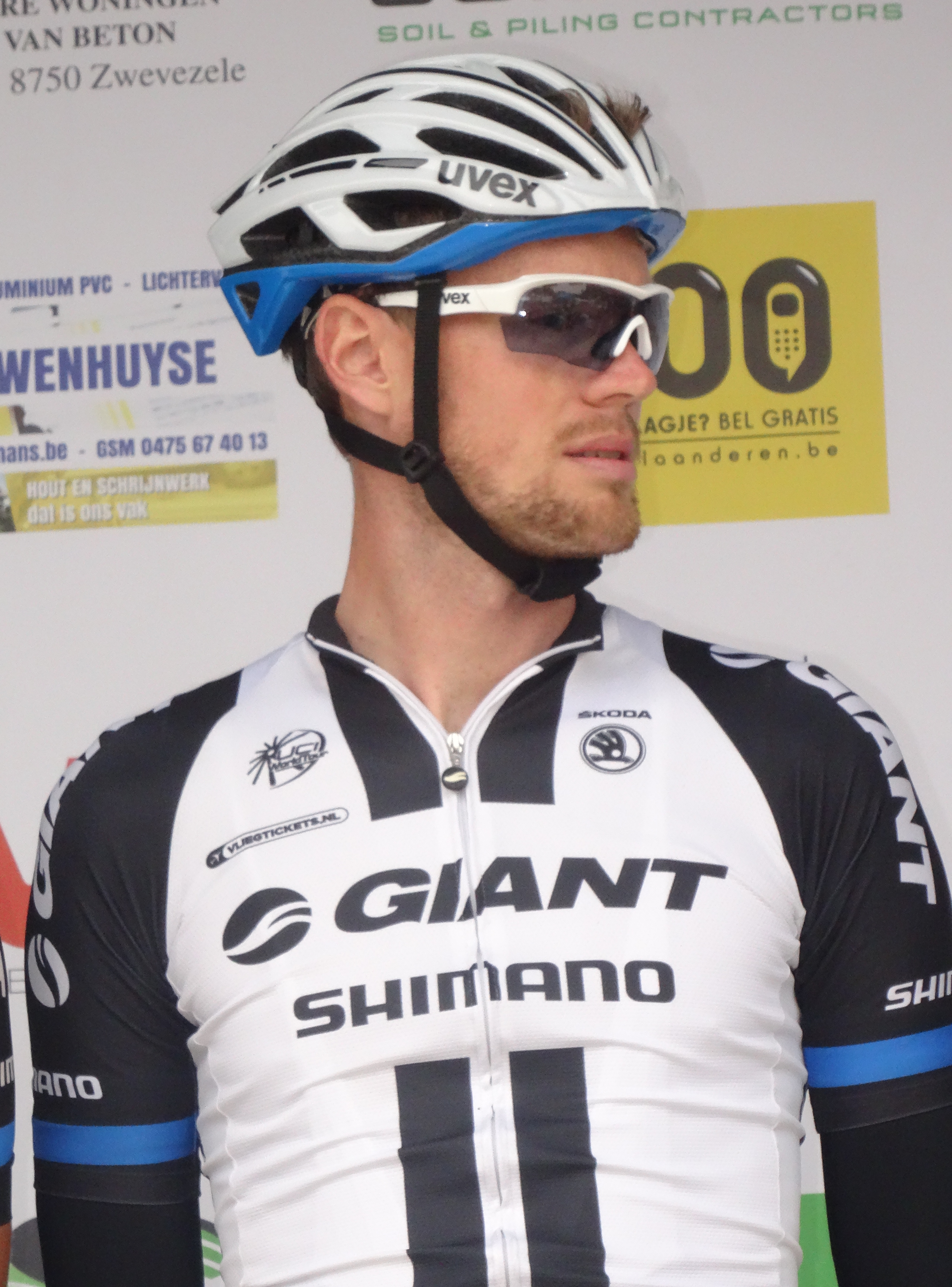
Tom Stamsnijder.
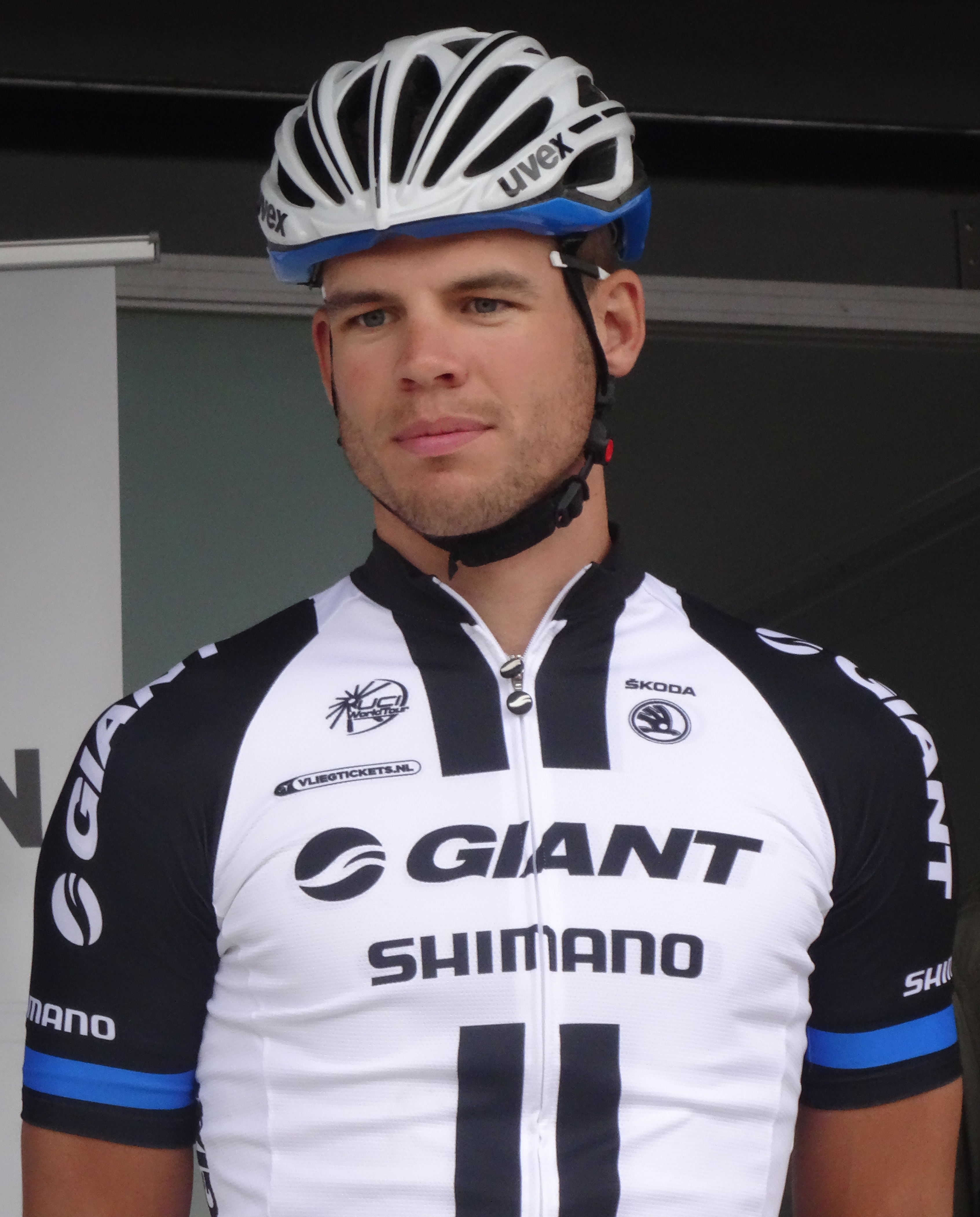
Tom Veelers.

## Bilan de la saison

### Victoires

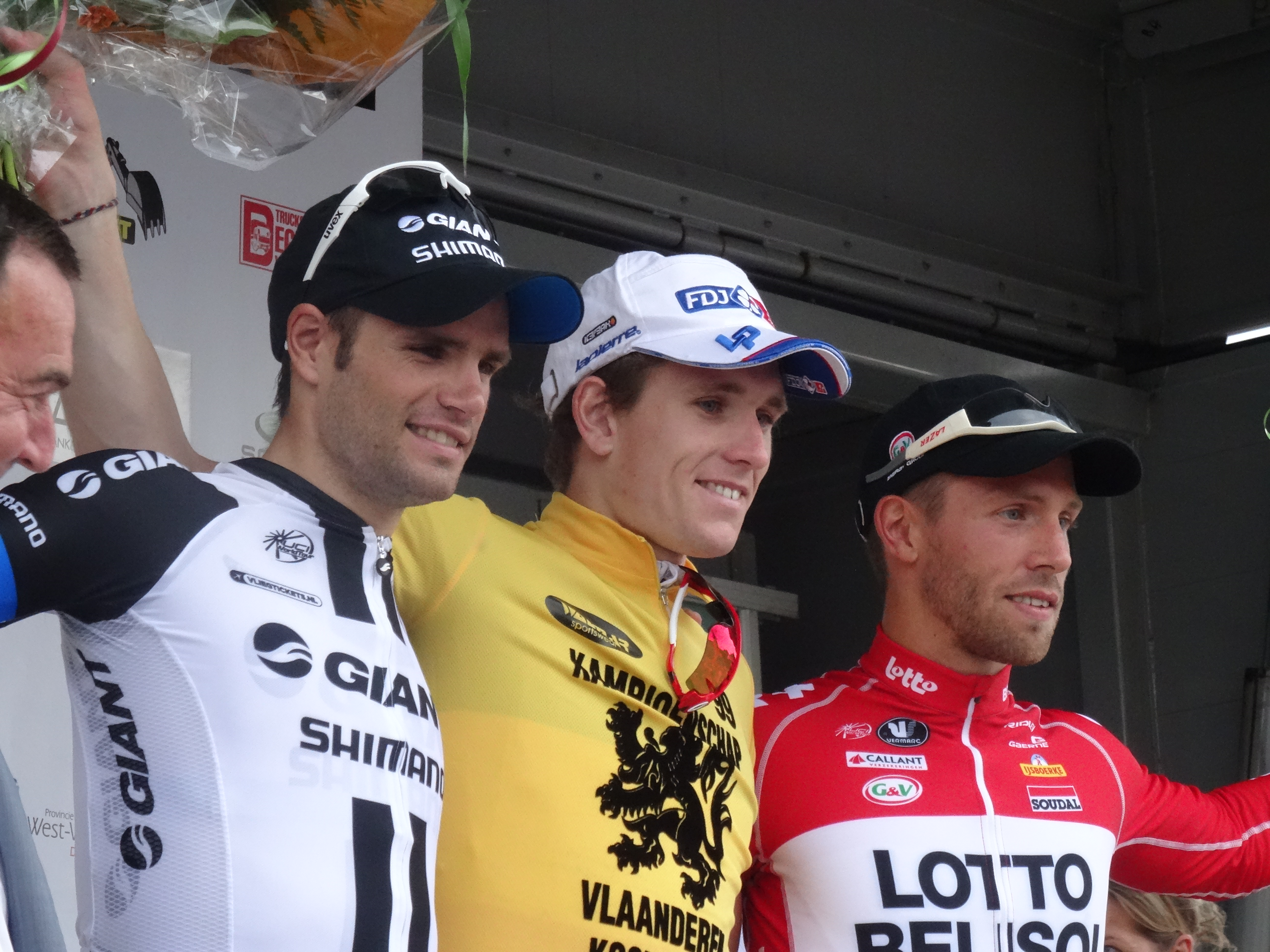
Podium de l'édition 2014 du Championnat des Flandres : Luka Mezgec (2e), Arnaud Démare (1er) et Jonas Van Genechten (3e).

| Date       | Course                                       | Pays                | Classe | Vainqueur         |
| ---------- | -------------------------------------------- | ------------------- | ------ | ----------------- |
| 06/01/2014 | 2e étape du Dubaï Tour                       | Émirats arabes unis | 2.1    | Marcel Kittel     |
| 07/01/2014 | 3e étape du Dubaï Tour                       | Émirats arabes unis | 2.1    | Marcel Kittel     |
| 08/01/2014 | 4e étape du Dubaï Tour                       | Émirats arabes unis | 2.1    | Marcel Kittel     |
| 09/01/2014 | 5e étape de l'Étoile de Bessèges             | France              | 2.1    | Tobias Ludvigsson |
| 09/01/2014 | Classement général de l'Étoile de Bessèges   | France              | 2.1    | Tobias Ludvigsson |
| 13/02/2014 | 1re étape du Tour méditerranéen              | France              | 2.1    | John Degenkolb    |
| 14/02/2014 | 2e étape du Tour méditerranéen               | France              | 2.1    | John Degenkolb    |
| 15/02/2014 | 3e étape du Tour méditerranéen               | France              | 2.1    | John Degenkolb    |
| 11/03/2014 | 3e étape de Paris-Nice                       | France              | WT     | John Degenkolb    |
| 21/03/2014 | Handzame Classic                             | Belgique            | 1.1    | Luka Mezgec       |
| 24/03/2014 | 1re étape du Tour de Catalogne               | Espagne             | WT     | Luka Mezgec       |
| 25/03/2014 | 2e étape du Tour de Catalogne                | Espagne             | WT     | Luka Mezgec       |
| 28/03/2014 | 5e étape du Tour de Catalogne                | Espagne             | WT     | Luka Mezgec       |
| 29/03/2014 | 2e étape du Critérium international          | France              | 2.HC   | Tom Dumoulin      |
| 30/03/2014 | Gand-Wevelgem                                | Belgique            | WT     | John Degenkolb    |
| 09/04/2014 | 2ea étape du Circuit de la Sarthe            | France              | 2.1    | Jonas Ahlstrand   |
| 09/04/2014 | Grand Prix de l'Escaut                       | Belgique            | 1.HC   | Marcel Kittel     |
| 10/05/2014 | 2e étape du Tour d'Italie                    | Italie              | WT     | Marcel Kittel     |
| 10/05/2014 | 4e étape des Quatre Jours de Dunkerque       | France              | 2.HC   | Thierry Hupond    |
| 11/05/2014 | 3e étape du Tour d'Italie                    | Italie              | WT     | Marcel Kittel     |
| 25/05/2014 | 2e étape de la World Ports Classic           | Pays-Bas            | 2.1    | Ramon Sinkeldam   |
| 01/06/2014 | 21e étape du Tour d'Italie                   | Italie              | WT     | Luka Mezgec       |
| 10/06/2014 | 3e étape du Critérium du Dauphiné            | France              | WT     | Nikias Arndt      |
| 12/06/2014 | Grand Prix du canton d'Argovie               | Suisse              | 1.HC   | Simon Geschke     |
| 19/06/2014 | 2e étape du Ster ZLM Toer                    | Pays-Bas            | 2.1    | Marcel Kittel     |
| 25/06/2014 | Championnat des Pays-Bas du contre-la-montre | Pays-Bas            | CN     | Tom Dumoulin      |
| 05/07/2014 | 1re étape du Tour de France                  | France              | WT     | Marcel Kittel     |
| 07/07/2014 | 3e étape du Tour de France                   | France              | WT     | Marcel Kittel     |
| 08/07/2014 | 4e étape du Tour de France                   | France              | WT     | Marcel Kittel     |
| 27/07/2014 | 21e étape du Tour de France                  | France              | WT     | Marcel Kittel     |
| 13/08/2014 | 3e étape de l'Eneco Tour                     | Belgique            | WT     | Tom Dumoulin      |
| 26/08/2014 | 4e étape du Tour d'Espagne                   | Espagne             | WT     | John Degenkolb    |
| 27/08/2014 | 5e étape du Tour d'Espagne                   | Espagne             | WT     | John Degenkolb    |
| 02/09/2014 | Prologue du Tour d'Alberta                   | Canada              | 2.1    | Tom Dumoulin      |
| 04/09/2014 | 12e étape du Tour d'Espagne                  | Espagne             | WT     | John Degenkolb    |
| 04/09/2014 | 2e étape du Tour d'Alberta                   | Canada              | 2.1    | Jonas Ahlstrand   |
| 07/09/2014 | 1re étape du Tour de Grande-Bretagne         | Royaume-Uni         | 2.HC   | Marcel Kittel     |
| 10/09/2014 | 17e étape du Tour d'Espagne                  | Espagne             | WT     | John Degenkolb    |
| 14/09/2014 | 8eb étape du Tour de Grande-Bretagne         | Royaume-Uni         | 2.HC   | Marcel Kittel     |
| 09/10/2014 | Paris-Bourges                                | France              | 1.1    | John Degenkolb    |
| 10/10/2014 | 1re étape du Tour de Pékin                   | Chine               | WT     | Luka Mezgec       |

### Résultats sur les courses majeures
Les tableaux suivants représentent les résultats de l'équipe dans les principales courses du calendrier international (les cinq classiques majeures et les trois grands tours). Pour chaque épreuve est indiqué le meilleur coureur de l'équipe, son classement ainsi que les accessits glanés par Giant-Shimano sur les courses de trois semaines.

#### Classiques
| Classique            | Milan-San Remo       | Tour des Flandres    | Paris-Roubaix       | Liège-Bastogne-Liège | Tour de Lombardie    |
| -------------------- | -------------------- | -------------------- | ------------------- | -------------------- | -------------------- |
| Coureur (classement) | John Degenkolb (39e) | Dries Devenyns (14e) | John Degenkolb (2e) | Simon Geschke (24e)  | Warren Barguil (36e) |

#### Grands tours
| Grand tour           | Tour d'Italie                                           | Tour de France                       | Tour d'Espagne                                                 |
| -------------------- | ------------------------------------------------------- | ------------------------------------ | -------------------------------------------------------------- |
| Coureur (classement) | Georg Preidler (27e)                                    | Tom Dumoulin (33e)                   | Warren Barguil (8e)                                            |
| Accessits            | 3 victoires d'étapes (Marcel Kittel (2) et Luka Mezgec) | 4 victoires d'étapes (Marcel Kittel) | 4 victoires d'étapes et classement par points (John Degenkolb) |

### Classement UCI
L'équipe Giant-Shimano termine à la huitième place du World Tour avec 905 points. Ce total est obtenu par l'addition des 90 points amenés par la 8e place du championnat du monde du contre-la-montre par équipes et des points des cinq meilleurs coureurs de l'équipe au classement individuel que sont John Degenkolb, 13e avec 278 points, Tom Dumoulin, 21e avec 240 points, Marcel Kittel, 37e avec 136 points, Warren Barguil, 52e avec 103 points, et Luka Mezgec, 83e avec 58 points,.
| Rang | Coureur                     | Points |
| ---- | --------------------------- | ------ |
| 13   | John Degenkolb              | 278    |
| 21   | Tom Dumoulin                | 240    |
| 37   | Marcel Kittel               | 136    |
| 52   | Warren Barguil              | 103    |
| 83   | Luka Mezgec                 | 58     |
| 96   | Simon Geschke               | 34     |
| 158  | Reinardt Janse van Rensburg | 6      |
| 166  | Nikias Arndt                | 6      |
| 186  | Tom Veelers                 | 4      |
| 230  | Koen de Kort                | 1      |
| 233  | Ramon Sinkeldam             | 1      |